# 鶴瓶のニッポン武勇伝 言わずに死ねるかっ!!我が家のスゴイ人GP
『鶴瓶のニッポン武勇伝 言わずに死ねるかっ!!我が家のスゴイ人GP』（つるべのにっぽんぶゆうでん いわずにしねるかっ わがやのすごいひとグランプリ）は、2006年9月21日・2007年1月13日・2007年9月18日にテレビ朝日系列で特別番組として放送されたテレビ朝日製作のバラエティ番組である。全3回。
一般の高齢者とその親族を招き、彼らが成し遂げてきた偉業と知られざる秘話を紹介。また、「田舎の町・村では○○がスゴイ」自慢も行った。司会は笑福亭鶴瓶が、アシスタントは野村真季（テレビ朝日アナウンサー）が務めた。

## 放送リスト
| 回 | 放送日        | 放送時間                             | ゲスト出演者                                               | 視聴率 |
| -- | ------------- | ------------------------------------ | ---------------------------------------------------------- | ------ |
| 1  | 2006年9月21日 | 木曜 20:00 - 21:54                   | 中村玉緒、横峯良郎、高橋克典、優香、次長課長               | 11.3%  |
| 2  | 2007年1月13日 | 土曜 19:00 - 20:54 （『ドスペ!』枠） | 森光子、峰竜太、高畑淳子、優香、ガレッジセール             | 9.7%   |
| 3  | 2007年9月18日 | 火曜 19:00 - 21:48                   | 朝丘雪路、北村総一朗、楠田枝里子、長嶋一茂、優香、土田晃之 | 10.3%  |

## スタッフ
- ナレーション：窪田等、皆口裕子
- 構成：高須光聖、町田裕章、三上晶子、鈴木浩介、小林清人
- TD：福元昭彦（テレビ朝日）
- カメラ：浅川英俊
- クレーン：宮田浩
- CA：高瀬智美
- VE：高田智子（テレビ朝日）
- 音声：新井八月（テレビ朝日）
- PA：石渡洋志
- 照明：山本秀樹
- 技術アシスト：駒田茂夫
- 美術：玉置未和（テレビ朝日）
- 美術進行：吉居真夏
- 大道具：田口泰久
- 小道具：蛭川正規
- 装飾：雀禎珠
- モニター：小材剣吾
- 特殊効果：大野晃一
- メイク：段久美子
- CG：形部まり子
- 編集・MA：e-naスタジオ
- 音効：加藤つよし、鈴木信行
- 編成：村上浩一（テレビ朝日）
- 広報：井上裕子（テレビ朝日）
- AD：吉岡賢祐、藤倉啓太
- 制作進行：太田博章
- ディレクター：山田直子、三井保夫、森田俊介、山野辺聖勝、三脇えり奈
- 演出：奥村篤人（テレビ朝日）
- 総合演出：石田昌浩
- プロデューサー：高橋正輝（テレビ朝日）、若林愛美、日浦浩二
- チーフプロデューサー：藤井智久（テレビ朝日）
- 技術協力：テイクシステムズ、can、だだだ
- 美術協力：テレビ朝日クリエイト、アートフォー
- 制作協力：安寿
- 制作著作：テレビ朝日